# 南雅茅斯 (麻薩諸塞州)
南雅茅斯（英語：South Yarmouth）是位於美國麻薩諸塞州巴恩斯特布爾縣的一個普查規定居民點。

## 人口
根據2020年美國人口普查的數據，南雅茅斯的面積為20.23平方千米，當中陸地面積為18.02平方千米，而水域面積為2.21平方千米。當地共有人口11703人，而人口密度為每平方千米578.5人。